# Vojvodina, Srbija
Avtonomna pokrajina Vojvodina (srbsko Аутономна Покрајина Војводина, madžarsko Vajdaság Autonóm Tartomány, romunsko Provincia Autonomă Voivodina, hrvaško Autonomna Pokrajina Vojvodina, rusinsko Автономна Покраїна Войводина) je avtonomno območje na severu Srbije. Vojvodina obsega skoraj četrtino ozemlja Srbije oziroma 21 506 km². Administrativno, gospodarsko in kulturno središče Avtonomne pokrajine Vojvodine je Novi Sad.
Vojvodina je postala avtonomna pokrajina v okviru jugoslovanske federalne enote Srbije že leta 1945, 1963–1991 je bila poleg Kosova ena od dveh avtonomnih pokrajin v Srbiji (z uradnim imenom Socialistična avtonomna pokrajina Vojvodina ali kratko SAP Vojvodina), ki sta bili, še zlasti po letu 1968, obenem tudi konstitutivni del SFRJ in politično skoraj neodvisni od "ožje" Srbije, vse do ukinitve dejanske avtonomije z »antibirokratsko revolucijo« leta 1988, ki jo je spodbudil velikosrbski Miloševićev režim (z razpadom SFRJ je vojvodinska avtonomija tudi formalnopravno izgubila prvotni pomen). Po njegovem padcu se je v začetku tisočletja avtonomija Vojvodine v določeni, vendar dosti manjši meri, kot jo je imela v SFRJ, obnovila.

## Teritorialna organizacija
Vojvodino sestavlja 45 občin in 7 okrajev z administrativnimi središči v mestih Subotica, Zrenjanin, Kikinda, Pančevo, Sombor, Novi Sad in Sremska Mitrovica.
Sekajo jo tri velike plovne reke Donava, Tisa in Sava, ki njeno ozemlje delijo na tri dele: na vzhodu se nahaja Banat, na severozahodu Bačka, na jugozahodu pa Srem. Za te tri regije so značilna velika območja kvalitetne obdelovalne zemlje, gospodarska in kulturna razvitost, velika gostota poseljenosti in demografska pisanost.